# Julius Adolf Martin Schuppmann

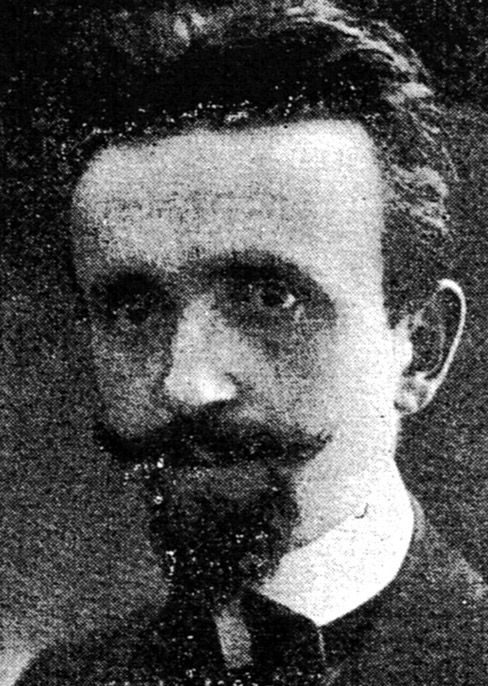
Julius Adolf Martin Schuppmann

Julius Adolf Martin Schuppmann (* 31. März 1881 in Berlin; † 4. März 1917 ebenda) war ein deutscher Musiker, Organist, Chordirigent und Komponist.

## Leben
Julius Adolf Martin Schuppmann, geboren in der Wasserthorstr. 43 war der Sohn von Helene Margaritta Schuppmann (* 18. Dezember 1848 in Berlin, Adalbertstr. 27, † 24. August 1887 in Berlin) und heiratete am 18. August 1902 in Berlin-Mitte Maria Ernestine Amalie Arlt.

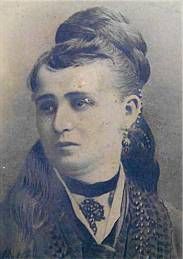
Helene Margaritta Schuppmann, * 1848, † 1887, jeweils in Berlin.

Im Alter von 17 Jahren begann er in Berlin beim Königlichen Musikdirektor Bernhard Heinrich Irrgang seine Studien. Schuppmann war an der Vorgängereinrichtung der Universität der Künste Berlin vom April 1902 bis Ostern 1904 für das Fach Orgel eingeschrieben, wobei laut gedrucktem Jahresbericht seine Lehrer Otto Becker und Franz Schulz waren, und beendete diese mit 23 Jahren auf der Königlichen Hochschule für Musik in Berlin. Manuskripte seiner Orgelkompositionen sind von seinem Lehrer Bernhard Irrgang in dessen allwöchentlichen Konzerten in der Marienkirche in Berlin mehrfach zur Aufführung gebracht worden. Erwähnung als Organist und Orgelkomponist findet man bei Gotthold Frotscher und im Handbuch der Orgelliteratur von Bruno Weigl.
Er starb in Berlin, Ackerstr. 41.

## Nachname
Der Name seiner Vorfahren wurde originär nicht „Schuppmann“, sondern „Schuckmann“ geschrieben. Sein Ur-Ur-Großvater war 1757 Heinrich Anton Schuckmann.
Im Zuge von Hör- und Abschreibfehlern kam es zur Namens-Mutation und Namens-Versteinerung von Schuppmann.

## Konzerte
- 20. Dezember 1905: J. Schuppmann: Orgelkonzert, veranstaltet von Bernhard Irrgang, Orgelsoli des Veranstalters, J. Schuppmann („Christvesper“).[4]
- Am 7. Februar 1909 führte er eine Kantate über den Choral „O, dass ich tausend Zungen hätte“ in der Versöhnungskirche in Berlin auf, wo er ab 1. April 1908 als Organist und Chordirigent tätig war.[9][5]
- 1910: „Für die Zukunft aber lässt sich manches erwarten. In der Nikolai-Kirche veranstaltete Julius Schuppmann, Organist und Chordirigent an der Versöhnungskirche, mit seinem Chor ein geistliches Konzert. Während der kleine Chor Haydns „Die Himmel erzählen“ und das „Halleluja“ von Händel ganz tapfer sang, traten in der Kantate über den Choral: „O dass ich tausend Zungen hätte“ (Johann Metzner, 1704) von J. Schuppmann besonders in den Männerstimmen deutlich Mängel hervor.“[10]

## Kompositionen
Julius Schuppmann findet sich unter den Komponisten von Orgelmusik im „Repertorium Orgelmusik“. Titel des Werkes:
- 3 Intermezzi für Charakterstimmen der Orgel, Opus-Nummer: 23.[11]
- Opus 29, 3 Intermezzi für Charakterstimmen in Es.[7]